# 予告ホームラン
予告ホームラン（よこくホームラン）は、野球において、打者が打席に入る前に本塁打（ホームラン）を打つことを宣言して実際に打った事象を指す言葉。
打席に立った打者が外野席を指差して、あそこにホームランを打ち込むということを予告する行為である。

## 主な事例

### MLB
1932年10月1日のワールドシリーズの第3戦で、ベーブ・ルースは第2打席で外野方向に指を指して、それから本塁打を放ったとされたことが伝説となっている。
1934年11月26日に行われた日米野球の試合で、7回の米軍の攻撃の時にベーブ・ルースが打席に立つ。そこで3球見送ってボール3になる。そこでベーブ・ルースはライト方面を指差す。それから次の一球をライト方面にホームランを打つという予告ホームランをおこなった。

### 日本プロ野球
1989年9月16日のオリックス・ブレーブス対近鉄バファローズの試合（藤井寺球場）において、オリックスのブーマー・ウェルズは5回の打席で投手の佐々木修の投球が頭部近くを通ったことに立腹し、バットでレフトスタンドを指して、その後本塁打を放った。
2004年7月11日のオールスターゲーム第2戦（長野オリンピックスタジアム）では、初回に先頭打者の新庄剛志（北海道日本ハムファイターズ）が打席に入ると人差し指を左中間方向に向けてスタンドは沸き立ったが、その直後にセーフティバントを試みて失敗に終わった。